# Fuad Naghiyev
Fuad Humbet oglu Naghiyev (en azerí: Fuad Hümbət oğlu Nağıyev; Bakú, 22 de julio de 1975) es Jefe de la Agencia Estatal de Turismo de la República de Azerbaiyán.

## Biografía
Fuad Naghiyev nació el 22 de julio de 1975 en Bakú. Recibió su educación secundaria en la escuela №23 en Bakú. En 1992-1997 estudió en la Facultad de Derecho de la Universidad Estatal de Bakú. En 1997 - 2000 continuó su educación en el Instituto de Filosofía y Derecho de la Academia Nacional de Ciencias de Azerbaiyán. En 1998 estudió en la Universidad de Birmingham en el marco del Programa de Derechos Humanos del Consejo de Europa.
En 2004-2006 dirigió uno de los servicios de aviación comercial del Aeropuerto Internacional Heydar Aliyev, en 2006-2009 fue director de S.R.L “Pasha Inshaat”, y en 2007-2009 de “Bakı Dəmir-Beton-8”.
En 2010 - 2014 empezó a trabajar en el Ministerio de Cultura y Turismo. En 2014 - 2017 fue Asistente del Ministro de Cultura y Turismo.
El 21 de abril de 2018 Fuad Naghiyev fue designado Jefe de la Agencia Estatal de Turismo de la República de Azerbaiyán.